# Governo Brown
Il Governo Brown è stato il novantatreesimo governo del Regno Unito, in carica dal 28 giugno 2007 all'11 maggio 2010, durante la cinquantaquattresima legislatura della Camera dei comuni.

## Storia
Guidato dal nuovo Primo ministro laburista Gordon Brown, in precedenza cancelliere dello Scacchiere, questo governo è stato formato e sostenuto dal solo Partito Laburista, che disponeva di 365 deputati su 646, ovvero il 55,1% dei seggi della Camera dei comuni.
Il governo si è insediato in seguito alle dimissioni del Primo ministro Tony Blair, al potere da maggio 1997, succedendo così al terzo governo Blair, formato e sostenuto in maniera identica.
In virtù di un accordo costituitosi tra i due alla vigilia dell'elezioni per la direzione del Partito laburista, Blair avrebbe dovuto ricoprire il ruolo di Primo ministro, mentre Brown avrebbe ottenuto il posto da ministro delle Finanze, in attesa di assumere la guida del governo. Il 7 settembre 2006 Blair annunciò che avrebbe lasciato l'incarico entro dodici mesi, e il 13 maggio 2007 il comitato esecutivo del partito fissò l'elezione di un nuovo leader per il 13 giugno; Brown allora si candidò e ottenne rapidamente il sostegno di 313 parlamentari e venne eletto senza opposizioni il 24 giugno, dal momento che nessuno si candidò contro di lui.
Tre giorni più tardi, Tony Blair rimise le sue dimissioni alla regina Elisabetta II e il Partito laburista propose Gordon Brown come nuovo Primo ministro, senza passare attraverso elezioni anticipate; tre giorni dopo il governo è formato e, tra l'altro, vede tra le sue file Jacqui Smith, prima donna Segretari di Stato per gli affari interni, e ben due fratelli, David ed Ed Miliband.
In poco meno di tre anni, Brown procede a tre rimpasti di governo, di cui due nel 2008, e in quello del 24 gennaio la nomina di Yvette Cooper introduce nel governo la prima coppia sposata, essendo lei sposata con Ed Balls.
Le elezioni generali del 2010, le prime dal 1997 a tenersi alla naturale scadenza della legislatura, vedono la formazione di un Parlamento senza maggioranza, essendo stati sconfitti i Laburisti dai Conservatori, con 258 deputati contro 310; per questo motivo l'11 maggio il conservatore David Cameron annuncia la conclusione di un accordo con i Liberal Democratici e forma quindi il suo governo.

## Situazione Parlamentare
| Camera | Collocazione | Partiti | Seggi     |
| ------ | ------------ | --- | --------- |
| Camera | Maggioranza  | Laburisti (355),Indipendenti (3) | 358 / 646 |
| Camera | Opposizione  | Conservatori (198), Liberal Democratici (62), Partito Nazionale Scozzese (6),Partito Unionista Democratico (9),Sinn Féin (5),Plaid Cymru (3),Partito Social Democratico e Laburista (3),Partito del Rispetto (1),Partito Unionista dell'Ulster (1) | 288 / 646 |

## Composizione
| Carica | Titolare | Titolare | Titolare                              | Partito   |
| --- | -------- | -------- | ------------------------------------- | --------- |
| Primo ministro Primo lord del tesoro Ministro della funzione pubblica                                                                                       |          |          | Gordon Brown                          | Laburista |
| Lord presidente del Consiglio |          |          | Catherine Ashton (fino al 03/10/2008) | Laburista |
| Lord presidente del Consiglio |          |          | Janet Royall (fino al 05/06/2009)     | Laburista |
| Lord presidente del Consiglio |          |          | Peter Mandelson                       | Laburista |
| Primo Segretario di Stato (dal 05/06/2009) |          |          | Peter Mandelson                       | Laburista |
| Affari esteri e Commonwealth |          |          | David Miliband                        | Laburista |
| Cancelliere dello Scacchiere |          |          | Alistair Darling                      | Laburista |
| Lord cancelliere Giustizia |          |          | Jack Straw                            | Laburista |
| Affari interni |          |          | Jacqui Smith (fino al 05/06/2009)     | Laburista |
| Affari interni |          |          | Alan Johnson                          | Laburista |
| Difesa |          |          | Desmond Browne (fino al 03/10/2008)   | Laburista |
| Difesa |          |          | John Hutton (fino al 05/06/2009)      | Laburista |
| Difesa |          |          | Bob Ainsworth                         | Laburista |
| Riforme degli affari, delle imprese e delle normative (fino al 05/06/2009) Imprese, innovazione e competenze (dal 05/06/2009) Presidente del Board of Trade |          |          | John Hutton (fino al 03/10/2008)      | Laburista |
| Riforme degli affari, delle imprese e delle normative (fino al 05/06/2009) Imprese, innovazione e competenze (dal 05/06/2009) Presidente del Board of Trade |          |          | Peter Mandelson                       | Laburista |
| Lavoro e pensioni |          |          | Peter Hain (fino al 24/01/2008)       | Laburista |
| Lavoro e pensioni |          |          | James Purnell (fino al 05/06/2009)    | Laburista |
| Lavoro e pensioni |          |          | Yvette Cooper                         | Laburista |
| Energia e cambiamenti climatici (dal 03/10/2008) |          |          | Ed Miliband                           | Laburista |
| Salute |          |          | Alan Johnson (fino al 05/06/2009)     | Laburista |
| Salute |          |          | Andy Burnham                          | Laburista |
| Infanzia, scuola e famiglia |          |          | Ed Balls                              | Laburista |
| Comunità e affari locali |          |          | Hazel Blears (fino al 05/06/2009)     | Laburista |
| Comunità e affari locali |          |          | John Denham                           | Laburista |
| Trasporti |          |          | Ruth Kelly (fino al 03/10/2008)       | Laburista |
| Trasporti |          |          | Geoff Hoon (fino al 05/06/2009)       | Laburista |
| Trasporti |          |          | Andrew Adonis                         | Laburista |
| Ambiente, l'alimentazione e affari rurali |          |          | Hilary Benn                           | Laburista |
| Sviluppo internazionale |          |          | Douglas Alexander                     | Laburista |
| Irlanda del Nord |          |          | Shaun Woodward                        | Laburista |
| Scozia |          |          | Desmond Browne (fino al 03/10/2008)   | Laburista |
| Scozia |          |          | Jim Murphy                            | Laburista |
| Galles |          |          | Peter Hain (fino al 24/01/2008)       | Laburista |
| Galles |          |          | Paul Murphy (fino al 05/06/2009)      | Laburista |
| Galles |          |          | Peter Hain                            | Laburista |
| Donne e uguaglianze Leader della Camera dei comuni Lord custode del sigillo privato                                                                         |          |          | Harriet Harman                        | Laburista |
| Cultura, media e sport |          |          | James Purnell (fino al 24/01/2008)    | Laburista |
| Cultura, media e sport |          |          | Andy Burnham (fino al 05/06/2009)     | Laburista |
| Cultura, media e sport |          |          | Ben Bradshaw                          | Laburista |
| Tesoro |          |          | Andy Burnham (fino al 24/01/2008)     | Laburista |
| Tesoro |          |          | Yvette Cooper (fino al 05/06/2009)    | Laburista |
| Tesoro |          |          | Liam Byrne                            | Laburista |
| Leader della Camera dei lord |          |          | Catherine Ashton (fino al 03/10/2008) | Laburista |
| Leader della Camera dei lord |          |          | Janet Royall                          | Laburista |
| Ministro dell'Ufficio di gabinetto |          |          | Ed Miliband (fino al 05/06/2009)      | Laburista |
| Ministro dell'Ufficio di gabinetto |          |          | Tessa Jowell                          | Laburista |
| Ministro dei Giochi olimpici (dal 05/06/2009) Pagatore generale (dal 05/06/2009)                                                                            |          |          | Tessa Jowell                          | Laburista |
| Cancelliere del Ducato di Lancaster |          |          | Ed Miliband (fino al 05/06/2009)      | Laburista |
| Cancelliere del Ducato di Lancaster |          |          | Janet Royall                          | Laburista |
| Innovazione, università e competenze |          |          | John Denham                           | Laburista |
| Segretario parlamentare del Tesoro (fino al 03/10/2008) Chief Whip alla Camera dei comuni(fino al 03/10/2008)                                               |          |          | Geoff Hoon                            | Laburista |